# Cravant-les-Côteaux
Cravant-les-Côteaux és un municipi francès, situat al departament de l'Indre i Loira i a la regió de Centre – Vall del Loira. L'any 2007 tenia 725 habitants.

## Demografia

### Població
El 2007 la població de fet de Cravant-les-Côteaux era de 725 persones. Hi havia 308 famílies, de les quals 80 eren unipersonals (44 homes vivint sols i 36 dones vivint soles), 112 parelles sense fills, 100 parelles amb fills i 16 famílies monoparentals amb fills.
La població ha evolucionat segons el següent gràfic:
Habitants censats

### Habitatges
El 2007 hi havia 402 habitatges, 316 eren l'habitatge principal de la família, 58 eren segones residències i 28 estaven desocupats. 383 eren cases i 14 eren apartaments. Dels 316 habitatges principals, 265 estaven ocupats pels seus propietaris, 41 estaven llogats i ocupats pels llogaters i 10 estaven cedits a títol gratuït; 2 tenien una cambra, 18 en tenien dues, 48 en tenien tres, 77 en tenien quatre i 171 en tenien cinc o més. 252 habitatges disposaven pel capbaix d'una plaça de pàrquing. A 134 habitatges hi havia un automòbil i a 163 n'hi havia dos o més.

### Piràmide de població
La piràmide de població per edats i sexe el 2009 era:
| Homes | Edats   | Dones |
| ----- | ------- | ----- |
| 0     | 95 o +  | 0     |
| 0     | 90 a 94 | 4     |
| 4     | 85 a 89 | 0     |
| 4     | 80 a 84 | 0     |
| 32    | 75 a 79 | 24    |
| 16    | 70 a 74 | 40    |
| 20    | 65 a 69 | 24    |
| 12    | 60 a 64 | 12    |
| 8     | 55 a 59 | 12    |
| 32    | 50 a 54 | 24    |
| 32    | 45 a 49 | 40    |
| 52    | 40 a 44 | 24    |
| 12    | 35 a 39 | 24    |
| 12    | 30 a 34 | 24    |
| 20    | 25 a 29 | 16    |
| 20    | 20 a 24 | 8     |
| 24    | 15 a 19 | 16    |
| 32    | 10 a 14 | 16    |
| 12    | 5 a 9   | 12    |
| 8     | 0 a 4   | 28    |

## Economia
El 2007 la població en edat de treballar era de 455 persones, 339 eren actives i 116 eren inactives. De les 339 persones actives 316 estaven ocupades (174 homes i 142 dones) i 23 estaven aturades (4 homes i 19 dones). De les 116 persones inactives 59 estaven jubilades, 29 estaven estudiant i 28 estaven classificades com a «altres inactius».

### Ingressos
El 2009 a Cravant-les-Côteaux hi havia 322 unitats fiscals que integraven 758 persones, la mediana anual d'ingressos fiscals per persona era de 17.729,5 €.

### Activitats econòmiques
Dels 37 establiments que hi havia el 2007, 2 eren d'empreses extractives, 1 d'una empresa alimentària, 4 d'empreses de fabricació d'altres productes industrials, 8 d'empreses de construcció, 10 d'empreses de comerç i reparació d'automòbils, 1 d'una empresa de transport, 5 d'empreses d'hostatgeria i restauració, 3 d'empreses immobiliàries, 2 d'empreses de serveis i 1 d'una empresa classificada com a «altres activitats de serveis».
Dels 10 establiments de servei als particulars que hi havia el 2009, 3 eren tallers de reparació d'automòbils i de material agrícola, 2 guixaires pintors, 2 fusteries, 2 lampisteries i 1 restaurant.
L'únic establiment comercial que hi havia el 2009 era una fleca.
L'any 2000 a Cravant-les-Côteaux hi havia 62 explotacions agrícoles que ocupaven un total de 1.596 hectàrees.

## Equipaments sanitaris i escolars
El 2009 hi havia una escola elemental integrada dins d'un grup escolar amb les comunes properes formant una escola dispersa.

## Poblacions més properes
El següent diagrama mostra les poblacions més properes.